# Povstání v Ning-sia
Povstání v Ning-sia je označení pro vzpouru posádky v Ning-sia proti velitelům regionu. Povstání s centrem v Ning-sia, velitelství jedné z devíti vojenských oblastí na hranici čínské říše Ming s Mongolskem, začalo v březnu 1592. Rebelové vedení čínským důstojníkem Liou Tung-jangem a zřejmě i mongolským generálem v mingských službách Pübeiem, zlikvidovali velící generály a ovládli město a opevnění v okolí. Mingská armáda pod velením Wej Süe-cchenga rychle znovuobsadila region a v polovině května oblehla město. Povstalci disponovali 20 nebo 30 tisíci vojáků, ve městě žilo na 300 tisíc obyvatel. Mingská vláda shromáždila k potlačení rebelie 40 tisíc vojáků, vybavených stovkami děl. Obležení se vleklo, probíhající srážky nepřinesly úspěch ani jedné straně. Povstalci se pokusili získat podporu mongolských chánů, ale neúspěšně. Patovou situaci rozhodla výstavba přehrady kolem města mingskou armádou, kterou po napuštění vodou zatopila město a rozrušila městské hrady. Morálku obránců podlamoval i nedostatek potravin. 20. října 1592 bylo město dobyto, vůdci povstalců zahynuli nebo padli do zajetí a byli popraveni.

## Poměry na severozápadní hranici, Pübei
Po urovnání vztahů mingské Číny s mongolským Altan-chánem roku 1571 a obnovení čínsko-mongolského obchodu byly všeobecně vztahy mingského státu s jeho severními sousedy klidné a Mongolové nebyli vážnou hrozbou, i když ozbrojené srážky občas probíhaly. Někdy i za účasti desetitisíců mužů. Mingská vojska prováděla i nájezdy do Mongolska a Mandžuska, při nichž vypalovala osady, zabíjela vzdorující vůdce a zajímala dobytek. Takovéto akce organizoval Čang Ťü-čeng (stál v čele mingské vlády v letech 1572–1582) a s podporou císaře Wan-liho (císař 1572–1620) pokračovaly i v následujících letech. Například roku 1591 generál Li Čcheng-liang při nájezdu zničil mongolský tábor, zabil 280 Mongolů a přes tisíc jich rozprášil. Přes aktivní obranu hranic říše a podporu vojenství ze strany Čang Ťü-čenga a Wan-liho, nebyly mingské armády střežící severozápadní hranici v nejlepším stavu. V 80. letech proběhlo několik menších vzpour vesměs zapříčiněných opožděním výplat žoldu a potravin.
Koncem vlády Ťia-ťinga (panoval 1521–1567) přešel na čínskou stranu Pübei, mongolský náčelník z Čacharu, s několika sty mužů své domácnosti. Doma v Čacharu totiž jeho rod vyvolával neklid ustavičnými nájezdy na sousedy, což náčelník jeho kmene vyřešil popravou Pübeiova otce a staršího bratra, Pübeiovi poté nezbylo než prchnout na mingské území. Pübei a jeho jezdci byli vynikajícími bojovníky, údajně schopní za den na koních překonat 150–200 km, přepadnout a rozprášit nepřátelský tábor a ukořistit dobytek. Mongolové se prý děsili jeho jména a v okruhu 150 km kolem Ning-sia se neodvažovali útočit na mingské vsi. Během desetiletí se stal regionálním vojenským komisařem (tu-č’-chuej) v Chua-ma-čch’, strategicky významné pevnostiv severozápadním pohraničí jihovýchodně od Ning-sia a hrál významnou roli v mingských nájezdech proti mongolským náčelníkům v Ordosu a okolí. Přes stížnosti některých úředníků si ho Čang Ťü-čeng i Wan-li cenili a vyznamenávali. Roku 1589 byl Pübei jmenován zastupujícím regionálním komisařem v Ning-sia, přičemž jeho syn Po Čcheng-en přešel na jeho staré místo. Tehdy měl Pübei k dispozici 3000 mužů osobní gardy (takové osobní oddíly měli vyšší pozdně mingští velitelé běžně; tvořily elitní jádro mingských armád). Pübei chtěl kvůli vysokém věku (přes 60 let) odstoupit z nové funkce a předat ji synovi, ale velký koordinátor sün-fu v Ning-sia Tang Sin protestoval s tím, že je příliš silný a nebezpečný.
Spory Pübeie a Po Čcheng-ena s Tang Sinem trvaly i v dalších letech. Tang Sin odmítal poskytnout výstroj a zásoby Pübeiovým vojákům, nechal Po Čcheng-ena zbičovat za únos ženy jiného důstojníka a zatýkal jeho příznivce. Pübei a Po Čcheng-en si stěžovali do Pekingu, ale bez úspěchu. Vojáci a důstojníci ponechaní Tang Sinem bez prostředků opakovaně protestovali a domáhali se peněz, jídla, šatstva a výstroje. Tang Sin dlouho odmítal, až roku 1592 jim nechal vyplatit jednoroční plat. Ovšem dlužil jim za tři roky, takže situace se moc neuklidnila. V únoru 1592 vláda v reakci na další stížnost na Tang Sina rozhodla o nutnosti vyšetření situace, Tang Sin však dosáhl toho, že šetřením byl pověřen Š’ Ťi-fang, pomocník obranného komisaře a Tang Sinův příbuzný.

## Povstání
Nakonec koncem března 1592 vojákům a důstojníkům, kterým Tang Sin dlužil, po dalším odmítnutí výplat došla trpělivost a povstali pod vedením čínského důstojníka Liou Tung-janga, zabili Tang Sina a Š’ Ťi-fanga, a donutili k sebevraždě vojenského velitele oblasti. Liou Tung-janga jmenovali svým velitelem, velkým generálem, Pübeie hlavním stratégem, funkci zástupců velitele dostali Po Čcheng-en a Sü Čchao, zkušený důstojník jehož schopnosti neustupovaly Pübeiovým. Pomocníky velitele se stali Tchu Wen-siou, syn jednoho z původních Pübeiových mongolských věrných, který udělal kariéru v mingských službách, a Pübeiův adoptivní syn Po Jün. Vláda pokládala Pübeie za šedou eminenci stojící za povstáním, a to především kvůli jeho mongolskému původu. Povstalci ovládli Ning-sia a 47 okolních pevností, zatímco provládní důstojníci se svými oddíly ve zmatku ustupovali. Ve snaze o rozšíření ovládaného území Tchu Wen-siou s 500 muži zaútočil na Pching-lu, město 200 km jižně od Ning-sia, místní mingský velitel Siao Žu-sün však město ubránil. Koncem dubna se několik tisíc Mongolů vedených Dzorightuem spojilo s povstalci, byli přivítání v Ning-sia a společně 9. května zaútočili na Pching-lu, opět neúspěšně. Mongolové se poté stáhli, pleníce venkov.
Rebelové požadovali od vlády uznání pod hrozbou spojení s ordoskými Mongoly. Ning-sia byla pevnost s 300 tisíci obyvateli a 30 (nebo 20) tisíci ozbrojenými povstalci. Hradby byly šest metrů tlusté a devět vysoké, povstalci zkušení vojáci.
Dne 19. dubna se o povstání dozvěděl císař Wan-li. Neprodleně povolal ministra vojenství Š’ Singa a podle ministrova návrhu vydal dekret, v němž přikazoval zmobilizovat 7000 válečníků z posádek v Süan-te, Ta-tchungu a Šan-si. Wan-li také jmenoval řadů důstojníků a úředníků jejich úkolem bylo potlačení povstání, nejvýznamnější byl Ma Kuej, vlivný generál disponující vlastní gardou. Současně byl úředník s vojenskými zkušenostmi Wej Süe-ccheng – vrchní velitel tří pohraničních oblastí – pověřen likvidací vzpoury. Wej Süe-ccheng jednal rychle a efektivně – zabezpečil jižní břeh Chuang-che, obsadil klíčové body a během několika týdnů znovudobyl pohraniční pevnosti v okolí, takže rebelům zůstalo pouze město Ning-sia. Povstalci zpomalovali soustřeďování mingských sil přepady na cestách a ničením vládních zásob. Po znovuobsazení regionu však Wej Süe-ccheng prohlásil, že nemá dostatek mužů a materiálu k dobytí města a zaujal pasivní postoj. Wan-li a jeho rádci se rozhodli poskytnout další síly, ale Wej Süe-ccheng stále trval na mírovém řešení situace, odůvodňuje ho obavami o životy civilistů v Ning-sia. Část úředníků v Pekingu jej zato kritizovala, především Mej Kuo-čen, kontrolní úředník s vojenským zázemím. Císař probral situaci se sekretáři úřadů dohledu (nad ministerstvy) a poté i s ministry a inspektory kontrolního úřadu a zaujal rozhodný postoj, s tím že je nutno rebelii potlačit co nejrychleji, vzhledem k právě probíhající japonské invazi do Koreje.
V dalších šesti týdnech mingská vojska obléhala Ning-sia, občas znepokojována Mongoly. Dne 22. května se tisíc povstalců vedených Pübeiovým synem Po Čcheng-čchungem pokusilo spojit s Mongoly, ale ti nepřišli a cesty byly blokovány mingskými oddíly, oddíl se proto vrátil do města. Mingský útok 23. května na město neuspěl, 27. května byl opakován, mingští vojáci zlikvidovali cca tři tisíce obránců, nicméně průnik do města severní branou se nezdařil a přinesl velké ztráty i útočníkům. Mingové se stáhli po příchodu zvěstí o Mongolech, po třech dnech však útoky obnovili a v přípravě na dlouhé obléhání začali budovat valy kolem města. Dne 1. června se rebelové spojili s dvěma tisíci mongolských jezdců a zaútočili na obléhatele, kteří je odrazili dělostřelbou. V polovině června Wej Süe-ccheng vyslal příchozí posily do průsmyků severně a východně od města, právě včas, vzápětí se objevilo 10 tisíc Mongolů 70 km severně od Ning-sia a dva až tři tisíce u Chua-ma-čchi jihovýchodně od města. Obě skupiny byly zahnány, Wej však mínil, že nemá dost sil na střežení hranic a současný rozhodný útok na město. Když přišlo špatné počasí, stáhl své vojsko od města do blízkých pevnůstek, což zvedlo morálku povstalců. Povstalci vyzvali Mongoly ke společnému útoku na Mingy, ale Dzorightu zůstal skeptický k jejich plánům na společné dobytí provincie. Mingská vláda se pokusila izolovat povstalce nabídkou Mongolům (náčelníkovi Cürükemu) darů a obchodu. 
Po vypuknutí války v Koreji (v květnu) císař a vláda opětovně naléhali na Weje, aby urychlil obléhání, ten ale setrval u své zdržovací taktiky. V Pekingu se na něj zato snesla vlna kritiky a Mej Kuo-čen navrhl do čela protipovstaleckých sil postavit Li Čcheng-lianga, hraběte z Ning-jüan, zkušeného a respektovaného veterána, jehož synové (Li Žu-sung, Li Žu-po a Li Žu-čen) byli také schopnými generály a v armádě sloužili i další synové Li Žu-čang, Li Žu-mej a jejich bratranec Li Žu-wu. Rodina měla velký vliv na severovýchodě říše (v Liao-tungu), nicméně si vykoledovala averzi úředníků kvůli přezírání konfuciánských hodnot a spojením s Čang Ťü-čengem. Navíc navrhované postavení vojenského superintendanta (tchi-tu) bylo vyhrazeno pro úředníky a Li Čcheng-liang byl už v penzi a žil v dalekém Liao-tungu. Úředníci je považovali za „vlky“ kterým nelze svěřit tak významný post. Válečnická strana ve vládě však podpořila Mej Kuo-čena. Císař Li Čcheng-lianga jmenoval vojenským superintendantem a Mej Kuo-čena jeho pomocníkem s titulem inspektora kontrolního úřadu pro Ning-sia. Li Čcheng-liang však úkol odmítl s poukazem na svůj vysoký věk a japonskou invazi do Koreje (v sousedství Liao-tungu). Náhradou místo vojenského superintendenta Ning-sia a velitele v Šen-si obdržel jeho syn Li Žu-sung.
V polovině července dorazily k Ning-sia mingské posily vedené cenzorem Jie Meng-siungem se čtyřmi sty děly a „ohňovými vozy“ a tisícovkou miaoských válečníků. Obléhatelé se rozdělili na pět divizí, jedna proti každé velké bráně, a mobilní sbor pod Ma Kuejem. Koncem července mingská armáda, která v tu dobu měla u města na 40 tisíc vojáků, zaútočila na město ze všech stran, rebelové za těžkých ztrát útok odrazili. Následující noc podnikli výpad z města severní branou a střetli se s Ma Kuejovou jízdou. Obě strany měly velké ztráty, nicméně mingská dělostřelba zahnala rebely zpět. Pod dojmem neúspěchu rebelů je poté Mongolové odmítli podpořit útokem z týla. Dne 30. července přijel i Li Žu-sung s Mej Kuo-čenem s posilami z Liao-tungu, Süan-fu, Ta-tchungu a Šan-si a množstvím výstroje a zásob (včetně 30 tisíc uniforem). Li Žu-sung převzal velení a začátkem srpna zahájil útoky na město, ve dne i noci. Rebelové je s potížemi odrazili a popravovali rukojmí. Ve městě začali umírat civilisté kvůli nedostatku jídla a nemocem. Někteří z rebelů začali váhat. Ale i minská armáda pociťovala nedostatek železa, dřeva a řemeslníků na výrobu a opravy zbraní.
Mezitím Japonci útočili v Koreji a císaře znechucovala pacifistická pozice Wej Süe-cchenga, který se snažil usmířit Mongoly tituly a úplatky a stále usiloval o jednání s rebely. Koncem srpna byl Wej Süe-ccheng zatčen a odvezen do Pekingu a císař schválil plán Š’ Singa na vybudování valů okolo města a napuštění jejich vnitřku (včetně města) vodou z 15 km vzdálených jezer a řek. Na místě Wej Süe-cchenga nahradil Jie Meng-siung, který už roku 1562 sepsal pojednání o válečnictví Jün-čchou kuan-mu, kde připomínal použití vody. V Koreji zatím korejský král prchl na severní hranicí své země v Uiju na řece Jalu a žádal o azyl v mingském Liao-tungu. Wan-li vyslal do Koreje pomocný expediční sbor o třech tisících vojáků, ale koncem srpna 1592 Japonci u Pchjongjangu mingský sbor rozdrtili. Vojsko vázané na severozápadě v Ning-sia bylo naléhavě potřeba na východě v Koreji.
Zatím v Ning-sia k 23. srpnu obkroužila město přehrada dlouhá téměř 5,3 km a pokus rebelů o navázání spojení s Mongoly selhal, když Mingové zachytili a popravili Pübeiova posla – jeho adoptivního syna – s 29 vojáky. Rebelům se přesto podařilo získat ke spojenectví mongolského náčelníka Bušugtua, Li Žu-sung však proti němu vyslal Ma Kueje a Tung I-jüana a nechal obsadit průsmyky východně od města. Mongolové pak byli odraženi. Dne 6. září bylo ve městě už téměř tři metry vody a útok rebelů v lodích na val selhal. Ve městě důstojníci povstalců jedli koně a civilisté kůru stromů. Dne 7. září se zhroutil kus přehrady a odpovědný důstojník přišel o hlavu. Následný výpad rebelů byl opět odražen. Obyvatelé města žádali povstalce o kapitulaci, 17. září apeloval k rebelům na záchranu lidských životů i Ma Kuej. Další pokus o výpad provedli povstalci 22. září. Dne 25. září bylo severně od města zablokováno 18 tisíc Mongolů v čele s Dzorightuem. Li Žu-sung a Ma Kuej vedli protiútok a Mongoly zahnali. Morálka rebelů pak upadla. Dne 12. října voda rozvalila severní bránu a minští vojáci překonali jižní hradby. Mingové slibovali vůdcům rebelů milost pokud zabijí své spolupachatele. Po Čcheng-en snad proto před pádem města zabil Liou Tung-janga. Město bylo dobyto 20. října 1592, Pübei spáchal sebevraždu, Po Čcheng-en se vzdal a byl s několika dalšími zajatými vůdci popraven.

## Důsledky
Mingští velitelé byli povýšeni a vyznamenáni – Li Žu-sung na nejvyššího velitele vojsk v Koreji, Jie Meng-siung na vedoucího kontrolního úřadu zprava. Velká část vojsk od Ning-sia byla poslána do Koreje včetně Li Žu-sunga, jmenovaného „nejvyšším velitelem Východní expedice k potrestání Japonců“. Wej Süe-ccheng byl (po intervenci Li Žu-sunga a Mej Kuo-čena u císaře) z vězení propuštěn a zemřel v zapomnění. na severozápadní hranici bylo během 90. let 16. století otevřeno více pohraničních trhů a nájezdy Mongolů poté  ztratily na síle a intenzitě.